# 丰佩德鲁斯
丰佩德鲁斯（法語：Fontpédrouse，法語發音：[fɔ̃pedʁuz] ⓘ）是法国东比利牛斯省的一个市镇，属于普拉德区。

## 地理
丰佩德鲁斯（42°30'42"N, 2°10'48"E）面积64.35 平方千米，位于法国奧克西塔尼大區东比利牛斯省，该省份为法国大陆部分最南部的省份，涵盖了北加泰罗尼亚，北起奥德省，西接阿列日省和安道尔，南与西班牙接壤，东临地中海。
与丰佩德鲁斯接壤的市镇（或旧市镇、城区）包括：克拉尔夫斯、塞特卡塞斯、芒泰、埃讷、卡纳韦耶、蒂埃斯-昂特尔瓦伊斯、涅尔、普拉内斯、索托。

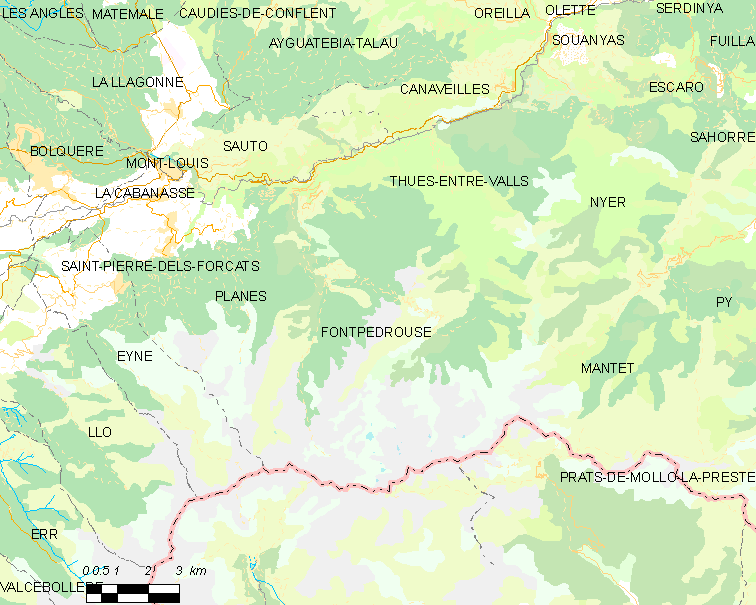
丰佩德鲁斯的OSM定位图

丰佩德鲁斯的时区为UTC+01:00、UTC+02:00（夏令时）。

## 行政
丰佩德鲁斯的邮政编码为66360，INSEE市镇编码为66080。

## 政治
丰佩德鲁斯所属的省级选区为加泰罗尼亚比利牛斯县。

## 人口

1962-2008年间丰佩德鲁斯人口变化图示

丰佩德鲁斯于2022年1月1日时的人口数量为122人。